# KH-7 31
KH-7 31 – amerykański satelita rozpoznawczy; trzydziesty pierwszy statek serii KeyHole-7 GAMBIT programu CORONA. Jego zadaniem było wykonywanie wywiadowczych zdjęć Ziemi o rozdzielczości przy gruncie około 46 cm. 

## Budowa i działanie

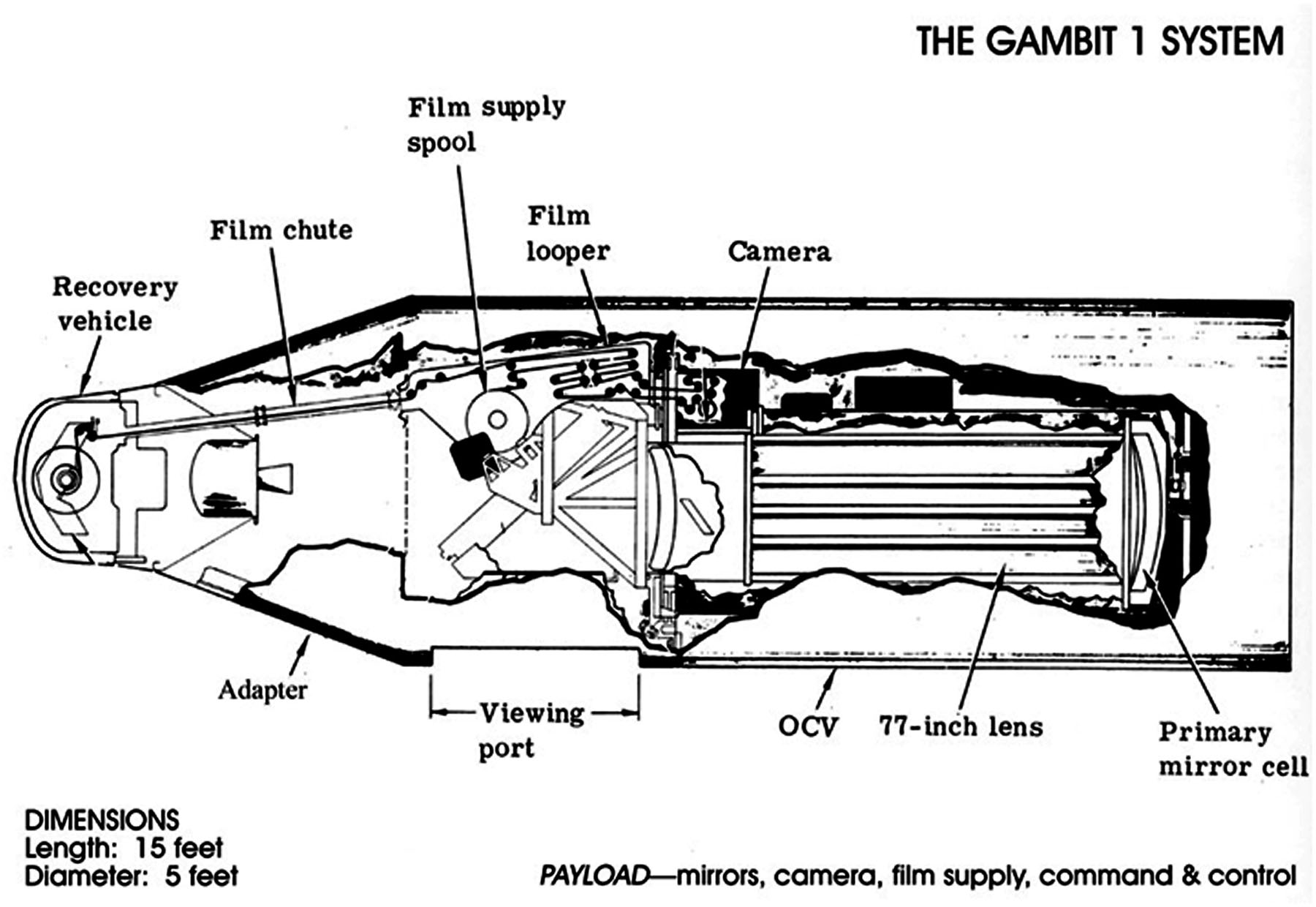
Przekrój pokazujący budowę satelity KH-7.

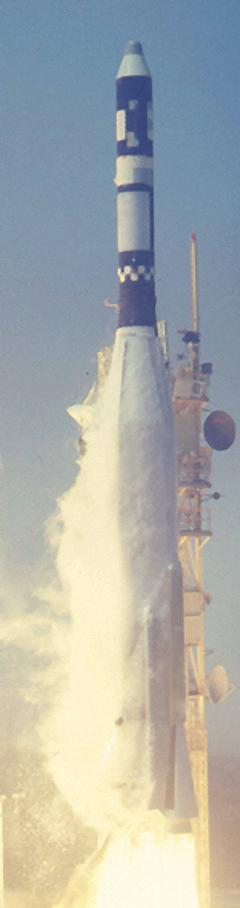
Start rakiety Atlas SLV-3 Agena D z satelitą KH-7 31, 16 sierpnia 1966 roku.

Głównym komponentem satelity była kamera wyprodukowana przez Eastman Kodak, wyposażona w obiektyw lustrzany teleskopu systemu Maksutova charakteryzujący się ogniskową 195,58 mm. Dzięki zestawowi luster udało się obniżyć wagę i wymiary zastosowanego aparatu. Precyzyjne położenie satelity określane było dzięki zestawowi czujników; żyroskopu i skanera podczerwieni kontrolującego położenie ziemskiego horyzontu. Korekta orbity była dokonywana przy pomocy 4 rakietowych silników korekcyjnych. Film po naświetleniu był przesuwany za pomocą zestawu rolek do kapsuły, która następnie oddzielała się od satelity, lądowała na spadochronie w rejonie Pacyfiku i była przechwytywana podczas opadania przez specjalnie do tego przystosowany samolot.

## Misja
Misja rozpoczęła się 16 sierpnia 1966 roku, kiedy rakieta Atlas SLV-3 Agena D wyniosła z kosmodromu Vandenberg na niską orbitę okołoziemską 31. satelitę z serii KH-7. Po znalezieniu się na orbicie KH-7 31 otrzymał oznaczenie COSPAR 1966-074A .
Podczas misji doszło do awarii układu optycznego podczas 9 okrążania Ziemi, zacięciu uległo jedno ze zwierciadeł co skutkowało wykonywaniem zdjęć w układzie mono. Pomimo awarii misję uznano za udaną. KH-7 31 pozostawał na orbicie ponad 8 dni, w którym to czasie wykonał 130 okrążeń Ziemi.
22 lutego 1995 roku prezydent Bill Clinton podpisał rozporządzenie wykonawcze 12951 odtajniające 860 tysięcy zdjęć wykonanych w latach 1960-1980 przez wojskowe satelity wywiadowcze. Kolejną partię zdjęć odtajniono w 2002 roku. Archiwalne zdjęcia są wykorzystywane m.in. przez archeologów, geologów i historyków. Zdjęcia z satelity KH-7 31 wykorzystano do analizy stanowisk archeologicznych w asyryjskim mieście Niniwa, gdzie zwrócono szczególną uwagę na zarysy kanałów i pozostałości starożytnej zabudowy. Zdjęcia z satelity wykorzystano także przy analizie rozwoju stacji radarowej w pobliżu łotewskiej miejscowości Skrunda.   
Satelita spłonął w atmosferze 24 sierpnia 1966 roku .